# Мелеуз (верхний приток Белой)
Мелеу́з (баш. Мәләүез) — река в Кугарчинском районе Республики Башкортостан. Левый приток реки Белая.
Устье Мелеуза расположено на 991-м км от устья Белой. Длина русла — 15 км.
В настоящее время территория низовий реки относится к национальному парку «Башкирия».
При реке находились селения Суюшево, Акбута.

## Данные водного реестра
По данным государственного водного реестра России относится к Камскому бассейновому округу, водохозяйственный участок реки — Белая от водомерного поста Арский Камень до Юмагузинского гидроузла, речной подбассейн реки — Белая. Речной бассейн реки — Кама.
Код водного объекта в государственном водном реестре — 10010200212111100017621.